# Biarritz olympique-Stade français Paris en rugby à XV
Cet article retrace l'historique détaillé des confrontations entre les deux clubs français de rugby à XV du Biarritz olympique et du Stade français.

## Confrontations
| No | Date              | Lieu                                  | Match                                     | Score   | Compétition           |
| --- | ----------------- | ------------------------------------- | ----------------------------------------- | ------- | --------------------- |
| Cette section est vide, insuffisamment détaillée ou incomplète. Votre aide est la bienvenue ! Comment faire ? |                   |                                       |                                           |         |                       |
| 1 | 31 mai 2003       | Stade Jacques-Chaban-Delmas, Bordeaux | Stade français – Biarritz olympique       | 32 – 9  | Demi-finale du Top 14 |
| 2 | 7 mai 2004        | Stade Jean-Bouin, Paris               | Stade français – Biarritz olympique       | 13 – 6  | Top 16                |
| 3 | 5 juin 2004       | Aguiléra, Biarritz                    | Biarritz olympique – Stade français       | 25 – 12 | Top 16                |
| 4 | 2 novembre 2004   | Stade Jean-Bouin, Paris               | Stade français – Biarritz olympique       | 31 – 21 | Top 16                |
| 5 | 26 mars 2005      | Aguiléra, Biarritz                    | Biarritz olympique – Stade français       | 41 – 3  | Top 16                |
| 6 | 23 avril 2005     | Parc des Princes, Paris               | Stade français – Biarritz olympique       | 20 – 17 | H-Cup (demi-finale)   |
| 7 | 11 juin 2005      | Stade de France, Saint-Denis          | Biarritz olympique – Stade français       | 37 – 34 | Top 16 (finale)       |
| 8 | 17 septembre 2005 | Aguiléra, Biarritz                    | Biarritz olympique – Stade français       | 7 – 14  | Top 14                |
| 9 | 4 mars 2006       | Stade de France, Saint-Denis          | Stade français – Biarritz olympique       | 21 – 16 | Top 14                |
| 10 | 14 octobre 2006   | Stade de France, Saint-Denis          | Stade français – Biarritz olympique       | 22 – 16 | Top 14                |
| 11 | 5 mai 2007        | Aguiléra, Biarritz                    | Biarritz olympique – Stade français       | 22 – 13 | Top 14                |
| 12 | 1er juin 2007     | Stade Jacques-Chaban-Delmas, Bordeaux | Stade français – Biarritz olympique       | 18 – 6  | Top 14 (demi-finale)  |
| 13 | 1er mars 2008     | Aguiléra, Biarritz                    | Biarritz olympique – Stade français       | 9 – 6   | Top 14                |
| 14 | 7 juin 2008       | Stade Jean-Bouin, Paris               | Stade français – Biarritz olympique       | 22 – 18 | Top 14                |
| 15 | 29 novembre 2008  | Aguiléra, Biarritz                    | Biarritz olympique – Stade français       | 13 – 32 | Top 14                |
| 16 | 10 mai 2009       | Stade Jean-Bouin, Paris               | Stade français – Biarritz olympique       | 12 – 16 | Top 14                |
| 17 | 6 septembre 2009  | Aguiléra, Biarritz                    | Biarritz olympique – Stade français       | 30 – 22 | Top 14                |
| 18 | 9 janvier 2010    | Stade de France, Saint-Denis          | Stade français – Biarritz olympique       | 25 – 15 | Top 14                |
| 19 | 5 septembre 2010  | Aguiléra, Biarritz                    | Biarritz olympique – Stade français       | 19 – 11 | Top 14                |
| 20 | 12 février 2011   | Stade Charléty, Paris                 | Stade français – Biarritz olympique       | 31 – 18 | Top 14                |
| 21 | 23 décembre 2011  | Stade Charléty, Paris                 | Stade français – Biarritz olympique       | 23 – 10 | Top 14                |
| 22 | 12 mai 2012       | Aguiléra, Biarritz                    | Biarritz olympique – Stade français       | 16 – 5  | Top 14                |
| 23 | 22 décembre 2012  | Stade Charléty, Paris                 | Stade français – Biarritz olympique       | 36 – 23 | Top 14                |
| 24 | 4 mai 2013        | Aguiléra, Biarritz                    | Biarritz olympique – Stade français       | 52 – 17 | Top 14                |
| 25 | 30 août 2013      | Stade Jean-Bouin, Paris               | Stade français – Biarritz olympique       | 38 – 3  | Top 14                |
| 26 | 4 janvier 2014    | Aguiléra, Biarritz                    | Biarritz olympique – Stade français       | 6 – 18  | Top 14                |
| 27 | 27 novembre 2021  | Aguiléra, Biarritz                    | Biarritz olympique – Stade français Paris | 17 – 14 | Top 14                |
| 28 | 19 février 2022   | Stade Jean-Bouin, Paris               | Stade français – Biarritz olympique       | 65 – 19 | Top 14                |

## Statistiques
- Matchs invaincus :
  - Paris : 3
  - Biarritz : 2
- Total :
  - Nombre de rencontres : 27
  - Premier match gagné par les Parisiens : 31 mai 2003
  - Premier match gagné par les Biarrots : 5 juin 2004
  - Dernier match gagné par les Parisiens : 19 février 2022
  - Dernier match gagné par les Biarrots : 27 novembre 2021
  - Plus grand nombre de points marqués par les Parisiens : 65 le 19 février 2022 (gagné)
  - Plus grand nombre de points marqués par les Biarrots : 52 le 4 mai 2013 (gagné)
  - Plus grande différence de points dans un match gagné par les Parisiens : +46 le 19 février 2022
  - Plus grande différence de points dans un match gagné par les Biarrots : +38 26 mars 2005
- Bilan
  - Nombre de rencontres : 28
  - Victoires parisiennes : 17
  - Victoires biarrotes : 11
  - Matchs nuls : 0